# The Intercept
The Intercept (englisch interception ‚Abfangen‘, ‚Abhören‘) ist eine publizistische Website, die seit 2014 online ist. Sie wurde von Laura Poitras, Glenn Greenwald und Jeremy Scahill gegründet und von eBay-Mitgründer Pierre Omidyar finanziert.

## Gründung und Ziele
Freiberuflich arbeitende Journalisten sollen der Gesellschaft relevante Informationen zugänglich machen, ohne um ihre monetäre Lebensgrundlage fürchten zu müssen. In Gesprächen mit Glenn Greenwald stellte der Sponsor Pierre Omidyar eine große Übereinstimmung bei Ideen zu Rahmenkonditionen von Pressearbeit fest und entschied sich gegen die ursprünglich geplante Übernahme der Washington Post und für die Gründung des neuen Medienkonzerns First Look Media.
Der kurz- und mittelfristige Fokus von The Intercept sollte auf der weiteren Aufbereitung des Materials von Edward Snowden liegen, mit dem dieser nach seinem Verlassen der NSA den weltweit größten Spionageskandal auslöste. Greenwald gab für dieses Projekt seine Anstellung in der britischen Tageszeitung The Guardian auf, in der er 2013 die ersten Dokumente dieses Skandals veröffentlichte.
Am 16. Mai 2016 veröffentlichte The Intercept unter der Bezeichnung „SIDtoday Files“ die ersten von Edward Snowden gesammelten internen Newsletter des Signals Intelligence Directorate (SID) (Abteilung für Fernmeldeaufklärung) der National Security Agency (NSA) aus dem Jahr 2003, in denen Mitarbeiter detailliert ihre Arbeit dokumentiert haben.

## Nutzungsverbot für Angehörige des US-Militärs
Am 20. August 2014 veröffentlichte Ryan Gallagher auf The Intercept einen Artikel, in dem er von Anweisungen verschiedener Teile der Streitkräfte der Vereinigten Staaten und dem Department of Defense der USA an die Militärangehörigen berichtet, The Intercept nicht zu besuchen.
Als Grund vermutet er die etwa einen Monat zuvor veröffentlichten Artikel The Secret Government Rulebook For Labeling You a Terrorist und Barack Obama’s Secret Terrorist-Tracking System, by the Numbers, in dem Jeremy Scahill und Ryan Devereaux ein geleaktes Dokument über Kriterien zur Aufnahme in eine Terrorismus-Watchlist und die Größe des betroffenen Personenkreises aufbereiteten.
The Intercept ist über Computer des US-Militärs nicht mehr aufzurufen, statt der Website wird eine Warnung des United States Strategic Command angezeigt.

## Inhalt
Zweck der Website ist, die komplexen Vorgänge und technischen Details zentral zu sammeln und journalistisch aufzubereiten. Als grundsätzliche Themen sind beispielsweise Korruption, Justizmissbrauch, soziale Ungerechtigkeit oder die Verletzung der Bürgerrechte vorgesehen.
Zum Start der Website kündigten die Betreiber an:

“A primary function of The Intercept is to insist upon and defend our press freedoms from those who wish to infringe them. We are determined to move forward with what we believe is essential reporting in the public interest and with a commitment to the ideal that a truly free and independent press is a vital component of any healthy democratic society. We believe the prime value of journalism is that it imposes transparency, and thus accountability, on those who wield the greatest governmental and corporate power. Our journalists will be not only permitted, but encouraged, to pursue stories without regard to whom they might alienate.”

„Die grundlegende Aufgabe von The Intercept ist es, auf die Pressefreiheit zu bestehen und sie gegenüber denjenigen zu verteidigen, die sie verletzen. Wir sind entschlossen, voranzukommen mit dem, was wir für unbedingt notwendiges Berichten im öffentlichen Interesse halten. Unsere Hingabe gilt dem Ideal der wirklich freien und unabhängigen Presse als unerlässlichem Bestandteil jeder gesunden demokratischen Gesellschaft. Wir glauben, dass es die Hauptaufgabe des Journalismus ist, Transparenz zu schaffen und die Verantwortlichkeit derer aufzuzeigen, welche die größte politische und unternehmerische Macht innehaben. Unseren Journalisten wird nicht nur gestattet, sondern sie werden ermutigt, Geschichten ohne Rücksicht darauf zu verfolgen, wen sie dadurch vor den Kopf stoßen könnten.“

Begonnen wurde mit der Veröffentlichung von Fotos und Videomaterial durch Trevor Paglen, auf dem Gebäude und Gelände von US-amerikanischen Nachrichtendiensten – des National Reconnaissance Offices (NRO), der National Geospatial-Intelligence Agency (NGA) und der National Security Agency (NSA) – abgebildet sind. Diese erste Veröffentlichung entstand in Zusammenarbeit mit Creative Time Reports.
Der zweite Artikel enthält eine Analyse, welche die technischen und organisatorischen Zusammenhänge darlegt, die zu gezielten Tötungen, insbesondere im Krieg gegen den Terror führen können. So werden die Programme der Nachrichtendienste der Five Eyes und ihre Mitwirkung in internationalen Einsätzen dokumentiert, zudem kommen ehemalige Einsatzkräfte wie Piloten von Drohnen zu Wort, die Fachwissen zu Vorgängen und Treffsicherheit von einer großen Zahl extralegaler Hinrichtungen formulieren.

## Mitarbeiter
In einer Eigendarstellung zum Start waren folgende Personen als Mitarbeiter angegeben:
| Rolle / Aufgabe                              | Person                                          |
| -------------------------------------------- | ----------------------------------------------- |
| Herausgeber                                  | Glenn Greenwald, Jeremy Scahill, Laura Poitras  |
| Chefredakteurin (Senior Editor)              | Liliana Segura                                  |
| Autoren (Senior Writers)                     | Peter Maass, Dan Froomkin                       |
| Reporter                                     | Ryan Gallagher, Ryan Devereaux, Murtaza Hussain |
| Politische Analystin (Senior Policy Analyst) | Marcy Wheeler                                   |
| Juristischer Analyst (Legal Analyst)         | Dan Novack                                      |
| Technologieanalyst (Technology Analyst)      | Micah Lee                                       |

Am 20. September 2016 kündigte Laura Poitras an, dass sie die Nachrichtenplattform verlassen werde, um sich voll auf die Produktion von Dokumentarfilmen konzentrieren zu können. Seitdem leitet sie Field of Vision, ein weiteres Projekt der gemeinnützigen Medienfirma First Look Media.
Seit Januar 2017 ist Betsy Reed, eine ehemals langjährige Redakteurin der amerikanischen Wochenzeitschrift The Nation, Chefredakteurin von Intercept. Weiterhin haben Glenn Greenwald und Jeremy Scahill leitende Funktionen, Liliana Segura ist weiterhin eine leitende Reporterin. Pulitzerpreisträger James Risen schreibt auch für die Webseite. Fast 50 weitere Journalisten, Redakteure, Fotografen und Korrespondenten werden auf der Webseite namentlich vorgestellt.
Am 29. Oktober 2020 gab Glenn Greenwald auf seinem persönlichen Blog an, bei The Intercept gekündigt zu haben.

## First Look Media
Der eBay-Gründer Omidyar finanziert First Look Media mit einem Budget von 250 Millionen US-Dollar, nachdem er Ende 2013 die Übernahme der Washington Post verworfen hatte, aber trotzdem am Medienschaffen interessiert blieb. Es sollen zunächst Büros in New York City, San Francisco und Washington, D.C. betrieben werden. Das profitorientierte Medienunternehmen First Look Media soll mittels Softwareverkauf und dem Vertrieb von Know-how profitabel werden. Aus dem erwarteten Gewinn sollen gemeinnützige Ableger finanziert werden, welche künftig verschiedene weitere Medien herausgeben sollen. Diese Ausgründungen sollen dann keiner Gewinnverpflichtung unterliegen.